# Твердола Анатолій Іванович
Анато́лій Іва́нович Твердо́ла (14 березня 1970 — 8 грудня 2017) — старший сержант Збройних сил України, учасник російсько-української війни.

## Життєпис
Народився 1970 року в селі Ладижинські Хутори (Гайсинський район, Вінницька область). Закінчив школу в своєму селі, Вінницьке професійне училище. Проходив строкову службу в РА у десантно-штурмовій бригаді, по тому служив у Групі радянських військ в НДР. Після звільнення в запас працював в міліції, пожежній частині, в 2000-х роках працював у Державній службі охорони в Ладижин — охоронником «Промінвестбанка».
Учасник Революції Гідності. Протягом двох років займався волонтерством, а у січні 2017 року вступив на військову службу за контрактом; старший сержант, командир відділення протитанкового взводу роти вогневої підтримки 9-го ОМПБ «Вінниця».
8 грудня 2017 року загинув вранці від вогнепальних кульових поранень грудної клітки та спини, не сумісних з життям, під час обстрілу позицій батальйону поблизу села Водяне (Волноваський район).
Похований в селі Ладижинські Хутори.
Без Анатолія лишились мама, дружина Галина Григорівна, старший син Сергій та молодший Ярослав.

## Нагороди та вшанування
- Указом Президента України № 98/2018 від 6 квітня 2018 року «за особисту мужність і самовіддані дії, виявлені у захисті державного суверенітету та територіальної цілісності України, зразкового виконання військового обов'язку» — нагороджений орденом «За мужність» III ступеня[1].
- 20 лютого 2018 року у місті Гайсин на Алеї Слави героям-захисникам, які загинули, захищаючи незалежність, суверенітет та територіальну цілісність України, відкрито меморіальну пам'ятну дошку Твердолі Анатолію.
- 14 березня 2018-го відбулося відкриття меморіальної дошки на честь Анатолія Твердоли — на фасаді приміщення школи у селі Ладижинські Хутори.
- Вшановується в меморіальному комплексі «Зала пам'яті», в щоденному ранковому церемоніалі 8 грудня[2][3].